# Come Dance with Me!
| Оценки критиков | Оценки критиков |
| Источник        | Оценка          |
| --------------- | --------------- |
| AllMusic        | [ 1 ]           |

Come Dance with Me! — альбом Фрэнка Синатры. Вышел в 1959 году на лейбле Capitol Records.
Достиг 2 места в чарте альбомов в жанре поп-музыки американского журнала «Билборд» (предшественнике теперешнего чарта Billboard 200).
По итогам 1959 года альбом стал обладателем «Грэмми» в трёх категориях: «Альбом года», «Лучшая аранжировка» и «Лучшая вокальная работа (мужчины)».

## Список композиций
1. «Come Dance with Me» (Sammy Cahn, Jimmy Van Heusen) — 2:31
2. «Something’s Gotta Give» (Johnny Mercer) — 2:38
3. «Just in Time» (Jule Styne, Betty Comden, Adolph Green) — 2:24
4. «Dancing in the Dark» (Arthur Schwartz, Howard Dietz) — 2:26
5. «Too Close for Comfort» (Jerry Bock, Larry Holofcener, George Weiss) — 2:34
6. «I Could Have Danced All Night» (Alan Jay Lerner, Frederick Loewe) — 2:40
7. «Saturday Night (Is the Loneliest Night of the Week)» (Cahn, Styne) — 1:54
8. «Day In, Day Out» (Rube Bloom, Mercer) — 3:25
9. «Cheek to Cheek» (Irving Berlin) — 3:06
10. «Baubles, Bangles & Beads» (Robert Wright, George Forrest) — 2:46
11. «The Song Is You» (Jerome Kern, Oscar Hammerstein II) — 2:43
12. «The Last Dance» (Cahn, Van Heusen) — 2:11